# W ostatniej ławce
W ostatniej ławce (ros. На задней парте, 1978-85) – radziecka seria czterech krótkometrażowych filmów animowanych zrealizowana w latach 1978-1985 w reżyserii Walerija Ugarowa.

## Filmy z serii
- 1978: «На задней парте» (Выпуск 1)
- 1980: «На задней парте» (Выпуск 2)
- 1984: «На задней парте» (Выпуск 3)
- 1985: «На задней парте» (Выпуск 4)

## Obsada (głosy)
- Ludmiła Gniłowa jako Ola Mądrzalska (ros. Ola Znajkina) (odc. 1-4)
- Agar Własowa jako Jaś Kaczmarek (ros. Boria Lejkin)  (odc. 1-4)
- Feliks Jaworski jako nauczyciel (odc. 1-2)
- Wsiewołod Łarionow (odc. 2)

## Literatura
- Ugarow W., W ostatniej ławce: Bajka filmowa, Biuro Propagandy Radzieckiej Sztuki Filmowej, Związek Filmowców ZSRR, 1989.